# نیکلای پرژوالسکی
نیکلای پرژوالسکی (روسی: Никола́й Миха́йлович Пржева́льский؛ تلفظ [prʐɛˈvalʲskʲi]؛ ۱۲ آوریل ۱۸۳۹ – ۱ نوامبر ۱۸۸۸) یک زیست‌شناس، سیاح، جغرافی‌دان و نویسنده اهل روسیه بود.